# 58664 IYAMMIX
58664 IYAMMIX este un asteroid din centura principală de asteroizi.

## Descriere
58664 IYAMMIX este un asteroid din centura principală de asteroizi. A fost descoperit pe 21 decembrie 1997 la Observatorul Kleť de Jana Tichá și Miloš Tichý. Asteroidul prezintă o orbită caracterizată de o semiaxă mare de 2,37 ua, o excentricitate de 0,25 și o înclinație de 4,1° în raport cu ecliptica.